# Voyageur (album Enigma)
Voyageur, quinto album del gruppo musicale degli Enigma è stato pubblicato nel 2003.
Rispetto ai primi quattro album, Voyageur ha segnato davvero un cambiamento nello stile del gruppo musicale. La firma del gruppo (flauti shakuhachi), canti gregoriani e canti tribali, che tanto hanno caratterizzato le prime quattro composizioni, sono sparite in Voyageur. In compenso, la maggior parte delle canzoni sono indirizzate verso il mondo del pop (ad esempio Voyageur, Incognito, Boum-Boum e Look of Today). Infatti Michael Cretu, il producer di Enigma ha affermato che la collocazione di Voyageur' è nel "pop più sofisticato".
Voyager è anche l'ultimo album con la partecipazione di Sandra come voce nelle tracce 2,4,7.
Prima del titolo Voyageur venne annunciato che il nuovo album si sarebbe chiamato "Incognito".
Il coro della hit più famosa di Enigma, "Sadeness (Part I)" dall'album MCMXC a.D., viene riproposto nella canzone "Incognito" (2"05' e 2"19).

## Tracce
1. From East to West (Michael Cretu);
2. Voyageur (Michael Cretu - Jens Gad);
3. Incognito (Michael Cretu);
4. Page of Cups (Michael Cretu - Jens Gad);
5. Boum-Boum (Michael Cretu);
6. Total Eclipse of the Moon (Michael Cretu);
7. Look of Today (Michael Cretu);
8. In the Shadow, In the Light (Michael Cretu);
9. Weightless (Michael Cretu);
10. The Piano (Michael Cretu - Jens Gad);
11. Following the Sun (Michael Cretu);

## Classifiche internazionali
| Chart           | Picco |
| --------------- | ----- |
| Europa          | 12    |
| Arabia          | 2     |
| Grecia          | 3     |
| Portogallo      | 4     |
| Germania        | 6     |
| Paesi Bassi     | 13    |
| Italia          | 17    |
| Austria         | 19    |
| Argentina       | 20    |
| Svizzera        | 29    |
| Ungheria        | 29    |
| Svezia          | 31    |
| Finlandia       | 34    |
| Francia         | 38    |
| Repubblica Ceca | 39    |
| Belgio          | 40    |
| Regno Unito     | 46    |
| Danimarca       | 52    |
| Canada          | 61    |
| Norvegia        | 71    |
| Spagna          | 87    |
| USA (Top 200)   | 94    |